# 500 kilomètres de Monza FIA GT 2004
Navigation
Édition précédente Édition suivante
Les 500 kilomètres de Monza 2004 FIA GT, disputées le 28 mars 2004 sur le circuit de Monza, sont la première et dernière manche du championnat FIA GT 2004.

## Course

### Classement de la course
| Pos.   | Catégorie | N° | Écurie                                       | Pilotes                                              | Châssis                   | Pneus | Tours/Abandon |
| Pos.   | Catégorie | N° | Écurie                                       | Pilotes                                              | Moteur                    | Pneus | Tours/Abandon |
| ------ | --------- | -- | -------------------------------------------- | ---------------------------------------------------- | ------------------------- | ----- | ------------- |
| 1      | GT        | 2  | BMS Scuderia Italia                          | Fabrizio Gollin Luca Cappellari                      | Ferrari 550-GTS Maranello | M     | 87            |
| 1      | GT        | 2  | BMS Scuderia Italia                          | Fabrizio Gollin Luca Cappellari                      | Ferrari 5.9L V12          | M     | 87            |
| 2      | GT        | 1  | BMS Scuderia Italia                          | Matteo Bobbi Gabriele Gardel                         | Ferrari 550-GTS Maranello | M     | 87            |
| 2      | GT        | 1  | BMS Scuderia Italia                          | Matteo Bobbi Gabriele Gardel                         | Ferrari 5.9L V12          | M     | 87            |
| 3      | GT        | 11 | G.P.C. Giesse Squadra Corse                  | Philipp Peter Fabio Babini                           | Ferrari 575-GTC Maranello | P     | 87            |
| 3      | GT        | 11 | G.P.C. Giesse Squadra Corse                  | Philipp Peter Fabio Babini                           | Ferrari 6.0L V12          | P     | 87            |
| 4      | GT        | 13 | G.P.C. Giesse Squadra Corse                  | Emanuele Naspetti Mike Hezemans                      | Ferrari 575-GTC Maranello | P     | 86            |
| 4      | GT        | 13 | G.P.C. Giesse Squadra Corse                  | Emanuele Naspetti Mike Hezemans                      | Ferrari 6.0L V12          | P     | 86            |
| 5      | GT        | 3  | Care Racing Developments BMS Scuderia Italia | Stefano Livio Enzo Calderari Lilian Bryner           | Ferrari 550-GTS Maranello | M     | 85            |
| 5      | GT        | 3  | Care Racing Developments BMS Scuderia Italia | Stefano Livio Enzo Calderari Lilian Bryner           | Ferrari 5.9L V12          | M     | 85            |
| 6      | GT        | 10 | Zwaans GTR Racing Team                       | Christophe Bouchut Marc Goossens Arjan van der Zwaan | Chrysler Viper GTS-R      | D     | 84            |
| 6      | GT        | 10 | Zwaans GTR Racing Team                       | Christophe Bouchut Marc Goossens Arjan van der Zwaan | Chrysler 8.0L V10         | D     | 84            |
| 7      | N-GT      | 50 | Yukos Freisinger Motorsport                  | Emmanuel Collard Stéphane Ortelli                    | Porsche 911 GT3-RSR       | M     | 84            |
| 7      | N-GT      | 50 | Yukos Freisinger Motorsport                  | Emmanuel Collard Stéphane Ortelli                    | Porsche 3.6L Flat-6       | M     | 84            |
| 8      | N-GT      | 62 | G.P.C. Giesse Squadra Corse                  | Fabrizio de Simone Christian Pescatori               | Ferrari 360 Modena GTC    | P     | 84            |
| 8      | N-GT      | 62 | G.P.C. Giesse Squadra Corse                  | Fabrizio de Simone Christian Pescatori               | Ferrari 3.6L V8           | P     | 84            |
| 9      | GT        | 18 | JMB Racing                                   | Ian Khan Bert Longin Christophe Pillon               | Ferrari 575-GTC Maranello | M     | 83            |
| 9      | GT        | 18 | JMB Racing                                   | Ian Khan Bert Longin Christophe Pillon               | Ferrari 6.0L V12          | M     | 83            |
| 10     | GT        | 8  | Ray Mallock Ltd.                             | Chris Goodwin Miguel Ramos                           | Saleen S7-R               | D     | 81            |
| 10     | GT        | 8  | Ray Mallock Ltd.                             | Chris Goodwin Miguel Ramos                           | Ford 7.0L V8              | D     | 81            |
| 11     | N-GT      | 69 | Proton Competition                           | Gerold Ried Christian Ried Maciej Marcinkiewicz      | Porsche 911 GT3-RS        | D     | 79            |
| 11     | N-GT      | 69 | Proton Competition                           | Gerold Ried Christian Ried Maciej Marcinkiewicz      | Porsche 3.6L Flat-6       | D     | 79            |
| 12     | GT        | 7  | Ray Mallock Ltd.                             | Mike Newton Thomas Erdos                             | Saleen S7-R               | D     | 78            |
| 12     | GT        | 7  | Ray Mallock Ltd.                             | Mike Newton Thomas Erdos                             | Ford 7.0L V8              | D     | 78            |
| 13     | N-GT      | 56 | AB Motorsport                                | Bruno Barbaro Antonio De Castro Renato Premoli       | Porsche 911 GT3-RS        | D     | 78            |
| 13     | N-GT      | 56 | AB Motorsport                                | Bruno Barbaro Antonio De Castro Renato Premoli       | Porsche 3.6L Flat-6       | D     | 78            |
| 14     | GT        | 28 | Graham Nash Motorsport                       | Paolo Ruberti Harold Becker Jesús Diez de Villaroel  | Saleen S7-R               | D     | 60            |
| 14     | GT        | 28 | Graham Nash Motorsport                       | Paolo Ruberti Harold Becker Jesús Diez de Villaroel  | Ford 7.0L V8              | D     | 60            |
| 15 NC  | N-GT      | 99 | Freisinger Motorsport                        | Sascha Maassen Lucas Luhr                            | Porsche 911 GT3-RSR       | M     | 49            |
| 15 NC  | N-GT      | 99 | Freisinger Motorsport                        | Sascha Maassen Lucas Luhr                            | Porsche 3.6L Flat-6       | M     | 49            |
| 16 DNF | GT        | 9  | Zwaans GTR Racing Team                       | Klaus Abbelen Henrik Roos Rob van der Zwaan          | Chrysler Viper GTS-R      | D     | 47            |
| 16 DNF | GT        | 9  | Zwaans GTR Racing Team                       | Klaus Abbelen Henrik Roos Rob van der Zwaan          | Chrysler 8.0L V10         | D     | 47            |
| 17 DNF | N-GT      | 77 | Yukos Freisinger Motorsport                  | Nikolai Fomenko Alexey Vasilyev                      | Porsche 911 GT3-RSR       | M     | 45            |
| 17 DNF | N-GT      | 77 | Yukos Freisinger Motorsport                  | Nikolai Fomenko Alexey Vasilyev                      | Porsche 3.6L Flat-6       | M     | 45            |
| 18 DNF | GT        | 27 | Creation Autosportif                         | Jamie Campbell-Walter Jamie Derbyshire               | Lister Storm              | D     | 29            |
| 18 DNF | GT        | 27 | Creation Autosportif                         | Jamie Campbell-Walter Jamie Derbyshire               | Jaguar 7.0L V12           | D     | 29            |
| 19 DNF | GT        | 19 | JMB                                          | Stéphane Daoudi Antoine Gosse Peter Kutemann         | Ferrari 575-GTC Maranello | M     | 28            |
| 19 DNF | GT        | 19 | JMB                                          | Stéphane Daoudi Antoine Gosse Peter Kutemann         | Ferrari 6.0L V12          | M     | 28            |
| 20 DNF | GT        | 14 | Lister Cars                                  | Patrick Pearce Paul Knapfield Tom Coronel            | Lister Storm              | D     | 19            |
| 20 DNF | GT        | 14 | Lister Cars                                  | Patrick Pearce Paul Knapfield Tom Coronel            | Jaguar 7.0L V12           | D     | 19            |
| 21 DNF | GT        | 5  | Vitaphone Racing Team Konrad Motorsport      | Michael Bartels Uwe Alzen                            | Saleen S7-R               | P     | 10            |
| 21 DNF | GT        | 5  | Vitaphone Racing Team Konrad Motorsport      | Michael Bartels Uwe Alzen                            | Ford 7.0L V8              | P     | 10            |
| 22 DNF | GT        | 17 | JMB Racing                                   | Karl Wendlinger Toto Wolff Robert Lechner            | Ferrari 575-GTC Maranello | M     | 2             |
| 22 DNF | GT        | 17 | JMB Racing                                   | Karl Wendlinger Toto Wolff Robert Lechner            | Ferrari 6.0L V12          | M     | 2             |
| 23 DNF | GT        | 4  | Konrad Motorsport                            | Franz Konrad Walter Lechner, Jr. Toni Seiler         | Saleen S7-R               | P     | 1             |
| 23 DNF | GT        | 4  | Konrad Motorsport                            | Franz Konrad Walter Lechner, Jr. Toni Seiler         | Ford 7.0L V8              | P     | 1             |
| DNS    | GT        | 22 | Wieth Racing                                 | Wolfgang Kaufmann Paolo Biglieri Vittorio Zoboli     | Ferrari 550 Maranello     | D     | –             |
| DNS    | GT        | 22 | Wieth Racing                                 | Wolfgang Kaufmann Paolo Biglieri Vittorio Zoboli     | Ferrari 6.0L V12          | D     | –             |